# Halfbird
Halfbird è il terzo album in studio del gruppo musicale statunitense Deerhoof, pubblicato nel 2001.

## Tracce
1. Halfrabbit Halfdog – 2:32
2. Six Holes on a Stick – 2:03
3. Red Dragon – 3:13
4. Trickybird – 3:05
5. The Man, the King, the Girl and the Spider – 2:08
6. Witchery Glamour Spell – 1:05
7. Queen Orca Wicca Wind – 2:44
8. Sunnyside – 2:02
9. Carriage – 3:25
10. Littleness – 2:45
11. Xmas Tree – 2:31
12. Rat Attack – 1:45
13. The Forty Fours – 1:10
14. Halfmole Halfbird – 4:40

## Formazione
- Rob Fisk – chitarra
- Satomi Matsuzaki – basso, voce
- Greg Saunier – batteria, chitarra, voce